# Genetta johnstoni
Genetta johnstoni (генета Джонстона) — вид хижих ссавців з родини Віверові (Viverridae). Значною мірою обмежений вологими тропічними лісами Верхньої Гвінеї, будучи записаний в Ліберії, Гвінеї, Кот-д'Івуарі й Гані. Часто спостерігається у водно-болотних угіддях, включаючи болотистий ліс і річкове середовище проживання.

## Етимологія
Вид названий на честь сера Гаррі Гамільтона Джонстона  — англійського дослідника, колоніального адміністратора, досвідченого художника, фотографа, картографа, лінгвістом, натураліста і письменника.

## Загрози та охорона
Найбільшу небезпеку для цього виду становить втрата місць проживання, у зв'язку з інтенсивною вирубкою лісів у лісовій зоні Верхньої Гвінеї. Тиск полювання може впливати на чисельність Genetta johnstoni; на тварину полюють для м'яса і шкур. Хоча присутній у кількох охоронних областях, деякі з них потребують поліпшення захисту, оскільки полювання інтенсивне навіть у деяких з них.